# Dzielnica miasta

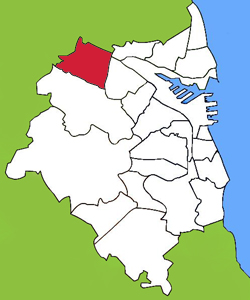
Dzielnica miasta zaznaczona na planie miasta na czerwono

Dzielnica miasta – termin ma kilka znaczeń:
1. Dzielnica – część dużego miasta wyróżniająca się pod względem: pełnionych funkcji, zabudowy i układu urbanistycznego, zamieszkującej ją określonej grupy społecznej, odrębnych kompetencji władz administracyjnych i samorządu terytorialnego[1] (np. dzielnica przemysłowa, mieszkaniowa, zabytkowa[2]).
2. Dzielnica – jednostka pomocnicza gminy[3].
3. Dzielnica – zwyczajowa część miasta, pewien jego obszar o określonej nazwie bez dzielnicowych struktur administracyjnych, zarządzana odgórnie przez radę miejską[4].

## Dzielnica jako jednostka pomocnicza gminy
Podstawę prawną funkcjonowania dzielnic stanowi ustawa z dnia 8 marca 1990 r. o samorządzie gminnym (w skrócie: u.s.g.).
Dzielnica, osiedle, sołectwo lub inne jednostki pomocnicze mogą być utworzone przez gminę (art. 5 ust. 1 u.s.g.). Organem uchwałodawczym dzielnicy jest rada dzielnicy (art. 37 ust. 1 u.s.g.). Organem wykonawczym dzielnicy jest zarząd dzielnicy, na czele którego stoi przewodniczący (art. 37 ust. 2 u.s.g.). Rada gminy po przeprowadzeniu konsultacji z mieszkańcami określa organizację i zakres działania dzielnicy statutem dzielnicy (art. 35 ust. 1 u.s.g.).
Przykłady gmin posiadających status miasta, w których powołano dzielnice jako jednostki pomocnicze gminy (wg stanu na dzień 1 sierpnia 2023 r.): 
- Częstochowa[5]
- Gdańsk[6]
- Gdynia[7]
- Jarosław[8][9]
- Katowice[10]
- Kraków[11]
- Lublin[12]
- Opole[13]
- Zielona Góra[14]

Szczególnym przypadkiem są dzielnice miasta stołecznego Warszawy, które funkcjonują na podstawie ustawy z dnia 15 marca 2002 r. o ustroju miasta stołecznego Warszawy (w skrócie: u.m.s.w.). W m.st. Warszawie utworzenie dzielnic jest obowiązkowe (art. 5 ust. 1 u.m.s.w.). Rada dzielnicy m.st. Warszawy jest organem stanowiącym i kontrolnym, a zarząd dzielnicy jest organem wykonawczym (art. 6 u.m.s.w.). Rada m.st. Warszawy nadaje statut dzielnicy, w którym określa jej organizację i tryb funkcjonowania (art. 5 ust. 4 u.m.s.w.). Dzielnice m.st. Warszawy to: Bemowo, Białołęka, Bielany, Mokotów, Ochota, Praga-Południe, Praga-Północ,
Rembertów, Śródmieście, Targówek, Ursus, Ursynów, Wawer, Wesoła, Wilanów, Włochy, Wola i Żoliborz (art. 14 u.m.s.w.).
Innym nietypowym przypadkiem było miasto Siedlce, które posiadało tylko jedną wydzieloną jednostkę pomocniczą gminy. W latach 1998–2012 była to dzielnica Nowe Siedlce, rozwiązana z uwagi na liczne konflikty wewnętrzne radnych dzielnicy.

## Dzielnica jako zwyczajowa część miasta
Przykłady miast w Polsce, w których znajdują się obszary potocznie zwane dzielnicami:
- Gorzów Wielkopolski
- Kielce
- Legionowo
- Oleśnica
- Racibórz
- Siedlce
- Zielona Góra
- Żary